# Виченца (провинция)
Виче́нца (итал. Provincia di Vicenza, вен. Provincia de Vicenzsa) — провинция в Италии, в области Венето. Столицей является город Виченца.
Занимает площадь в 2722,53 км² с общей численностью населения 869 813 человек (31 декабря 2013 года) Провинция состоит из 121 коммуны. Важными городами являются Бассано-дель-Граппа, Монтеккьо-Маджоре, Торри-ди-Куартезоло, Скио, Новента-Вичентина, Тьене, Маростика, Лониго, Арциньяно и Вальданьо.
С 2014 года президентом провинции является Achille Variati от демократической партии. Двое его предшественников были от партии Лига Венеции.
Население по территории распространено неравномерно. Более 60% человек проживают плотно заселённых промышленно развитых регионах восточной, западной и северной (Альто Вичентино) агломераций, а также на территории вокруг Бассано дель Граппа. Остальные 40% живут преимущественно в сельской местности южной части провинции (Colli Berici и Basso Vicentino) или плато Asiago.
Экономическое развитие в некоторых районах затруднено из-за промышленного и сельскохозяйственного упадка. Города в западной части, такие как Вальданьо и Монтеккьо страдают от высокого уровня безработицы, особенно после спада в металлургической и текстильной промышленности; Колли Беричи и Бассо Вичентино, а также подавляющее большинство сельскохозяйственных городов аналогично показывают высокий уровень безработицы. Лишь на долю Alto Vicentino с развитой тяжёлой промышленностью приходится половина ВВП провинции.

## Персоналии
В коммуне Муссоленте родился Лоренцо Буснардо (1532—1598) — крупный итальянский шахматист и религиозный вольнодумец. В коммуне Лузиана провинции Виченца родилась Соня Ганди, вдова бывшего премьер-министра Индии Раджива Ганди. В настоящее время она проживает в Нью-Дели. Она была названа третьей по влиятельности женщиной в мире по версии журнала Forbes в 2004 году и в настоящее время занимает 6-е место в этом рейтинге. Также она была включена в 100 самых влиятельных людей мира по версии журнала Time за 2007 и 2008 годы.
В провинции родился известный итальянский изобретатель, физик, электрик и инженер Федерико Фаджин, отвечавший за разработку первого микропроцессора.

## Археология и палеогенетика
Стоянка Рипаро-Бройон сохранила стратиграфическую последовательность, документирующую переход от среднего палеолита к верхнему палеолиту, в частности окончательную мустьерскую и улуццкую культуры. Последовательность митохондриальной ДНК человека из Riparo Broion 1 возрастом 48 тыс. лет до настоящего времени попадает в известную генетическую вариацию позднеплейстоценовых неандертальцев.